# Гюйонне, Жак
Жак Гюйонне (фр. Jacques Guyonnet; 20 марта 1933, Женева — 18 мая 2018, Женева) — швейцарский дирижёр, композитор, музыкальный деятель.
Сын архитектора Адольфа Гюйонне (1877—1955).
Учился в Женевском университете и Женевской консерватории, а также на Курсах новой музыки в Дармштадте, ученик, прежде всего, Пьера Булеза. Ранние пьесы Гюйонне были исполнены камерными ансамблями под руководством Булеза и Ганса Росбауда в Париже и на Днях музыки в Донауэшингене.
В 1957—1983 гг. руководил в Женеве собственным ансамблем Студия современной музыки (фр. Studio de Musique Contemporaine). В 1964 г. музыкальный консультант Швейцарской национальной выставки в Лозанне. В последующие пять лет выступал преимущественно в США как преподаватель и дирижёр (сотрудничая, в частности, с Лукасом Фоссом), одновременно работал в швейцарском кинематографе как кинокомпозитор, под псевдонимом Жак Оливье (фр. Jacques Olivier) — написал, в частности, музыку к фильмам Мишеля Суттера «Зубастая луна» (1967) и «Гашиш» (1968), к дебютной картине Алена Таннера «Шарль, мёртв или жив» (1969).
В 1970-е гг. работал как приглашённый дирижёр (особенно со Штутгартским филармоническим оркестром), консультировал различные швейцарские правительственные и муниципальные проекты в области музыки. В 1976—1981 гг. президент Международного общества современной музыки. В 1981—1983 гг. преподавал в Цюрихской консерватории.
Помимо полусотни разноплановых экспериментальных музыкальных сочинений, Гюйонне написал начиная с 1999 года около 30 книг художественной прозы и эссеистики.